# 紅杉資本
紅杉資本是唐·瓦伦丁於1972年創立的風險投資公司，在美國、印度、中國大陸、以色列設有辦事處。
2005年9月，德丰杰全球基金原董事张帆和携程网原总裁兼CFO沈南鹏与Sequoia Capital（红杉资本）一起始创了红杉资本中国基金。张帆与沈南鹏被中国媒体描述为该国最著名的风险投资家，帮助红杉资本为在最初筹集了10亿美元和10亿元人民币的投资基金。
红杉资本中国基金作为「创业者背后的创业者」，专注于科技/传媒、医疗健康、消费品/服务、工业科技四个方向的投资，在中国、印度、美国三个全球最具创新力或发展潜力的国家设有本地化基金。

## 历史
- 红杉资本由唐·瓦伦丁（Don Valentine）于1972年在加利福尼亚州门洛帕克创立。在1990年代中期，瓦伦丁将公司的控制权交给了Doug Leone和Michael Moritz。
- 1999年，红杉资本将业务扩展到以色列。
- 红杉资本中国成立于2005年，是美国公司的附属公司。该公司是由沈南鹏领导的。[6]
- 2006年，红杉资本收购了印度风险投资公司Westbridge Capital Partners。后来改名为红杉资本印度公司（Sequoia Capital India）。[6]
- CB Insights认可红杉资本（Sequoia Capital）为2013年排名第一的风险投资公司。
- 截至2016年，这家美国公司有11个合伙人。
- 2020年，红杉在英国伦敦设立了第一家欧洲办事处，并聘请Luciana Lixandru领导该办事处。[6]
- 2023年6月，红杉资本宣佈分拆中國業務，红杉中國將保留中文名「红杉」，而英文名則改為"HongShan"，作為「完全獨立」的實體，獨立於美國業務。[7]

## 投资历史
紅杉資本曾投資眾多知名的企業，諸如蘋果公司、Google、 YouTube、 PayPal、思科系統、甲骨文公司、Shein、Electronic Arts、Atari、WhatsApp、领英、客涯、Meebo、AdMob及Zappos等。